# Marie Nikolajevna
Svatá Marie Nikolajevna (rusky Великая княжна Мария Николаевна, 14. červnajul./ 26. června 1899greg. Petrodvorec, Ruské impérium – 17. července 1918 Jekatěrinburg, Sovětské Rusko) byla třetí dcera cara Mikuláše II. a jeho choti Alexandry Fjodorovny.
Podle oficiální verze byla po roce 1917 společně s rodinou zatčena. V noci ze 16. na 17. července 1918 byla zastřelena se svými rodiči a sourozenci v polosklepní místnosti domu inženýra Ipaťjeva v Jekatěrinburgu. Po její smrti se objevilo několik Lžimarií, všechny však byly dříve či později odhaleny jako samozvanky; v roce 2008 potvrdil genealogický test DNA, provedený americkými experty, že ostatky, nalezené v srpnu roku 2007 poblíž Jekatěrinburgu a předběžně identifikované jako ostatky careviče Alexeje a jeho sestry Marie, náleží skutečně těmto carským dětem.
V roce 2000 byla Marie s rodiči a sourozenci, spolu s dalšími 1 083 mučedníky, pravoslavnou církví kanonizována jako „strastotěrpěc” (trpitel, mučedník) (již v roce 1961 však byla kanonizována Ruskou pravoslavnou církví za hranicí).